# Павел (Гребневский)
Епископ Павел (в миру Пётр Степанович Гребневский; ?, Москва — 9 августа 1769) — епископ Владимирский и Муромский.

## Биография
Родился в городе Москве в семье священника.
Образование получил в Московской Славяно-греко-латинской академии.
По окончании духовной академии рукоположен во священника к церкви Гребневской иконы Божией Матери в Москве. Затем состоял ключарем и проповедником Петропавловского собора и членом духовной консистории в Санкт-Петербурге.
В 1762 году принял монашество, возведён в сан архимандрита и назначен настоятелем Тихвинского Успенского монастыря Новгородской епархии.
6 июля 1763 года хиротонисан во епископа Владимирского и Яропольского. С 29 мая 1764 года стал именоваться епископом Владимирским и Муромским. При нем в июне 1767 года город Владимир посетила императрица Екатерина II. По представлению епископа она выделила 14 тыс. руб. на ремонт древнего Успенского кафедрального собора.
Скончался 9 августа 1769 года (по Строеву, ошибочно, 9 августа 1770 года). Погребен в Успенском соборе Владимира. Завещал 1000 руб. на собор, 500 руб. — на погребение и поминовение, остальные деньги и вещи — дочери, книги — брату.